# Eurysternus cyanescens
Eurysternus cyanescens är en skalbaggsart som beskrevs av Vladimir Balthasar 1939. Eurysternus cyanescens ingår i släktet Eurysternus och familjen bladhorningar. Inga underarter finns listade i Catalogue of Life.